# Lincoln Castle

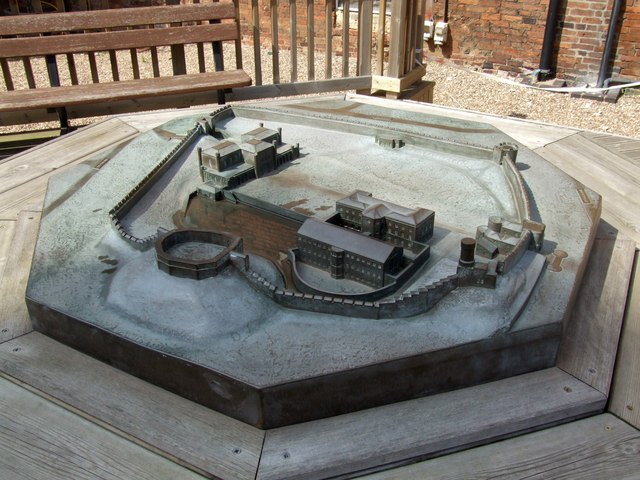
Model van Lincoln Castle ter plaatse

Lincoln Castle is een groot kasteel in Lincoln, Engeland. Het werd aan het einde van de 11e eeuw door Willem de Veroveraar op de plaats van een reeds bestaand Romeins fort gebouwd.
Het kasteel is een zogenaamd mottekasteel. Ongebruikelijk in dit geval is dat het twee mottes (aarden heuvels) betreft. Er is slechts één ander dergelijk kasteel in Engeland, in Lewes in Sussex.
Lincoln Castle bleef tot in de moderne tijd in gebruik als gevangenis en rechtbank, en is een van de beter bewaarde kastelen in Engeland. Tegenwoordig is het voor het publiek geopend als museum. Er wordt een van de vier overgebleven exemplaren van de Magna Carta bewaard in de Magna Carta Vault.
Het kasteel werd gerestaureerd tussen 2005 en 2015.